# Џејмс Суровики
Џејмс Мајкл Суровики (енгл. James Michael Surowiecki; рођ. 30. април 1967) је амерички новинар. Запослен је у The New Yorker, где пише колумне из области бизниса и финансија под називом "The Financial Page".

## Биографија
Џејмс Суровики је рођен у Меридену. Као дете је провео неколико година у Мајагвезу где је похађао Southwestern Educational Society. 5. маја 1979. год. победио је на регионалном "Scripps-Howard" такмичењу у спеловању. Завршио је Choate Rosemary Hall 1984. године, а 1988. године уписује University of North Carolina at Chapel Hill. Похађао је докторске студије на Јејлу пре него што је постао новинар. Живи у Бруклину и ожењен је са Meghan O'Rourke.

## Каријера
Његови радови су објављивани у Њујорк тајмс, Wall Street Journal, The Motley Fool, Foreign Affairs, Artforum, Wired, Slate.
Пре него што се продружио The New Yorker, писао је “The Bottom Line” колумну за New York магазин и био је уредник у Fortune магазину.
Каријеру је почео на интернету, када је био на постдипломским студијама ангажован је од стране Motley Fool чији је суоснивач David Gardner, да буде уредник шаљивог чланка о својој култури на сајту America Online, под називом „Шаљивџија" (1995- 1996). Како је Motley Fool затворила тај сајт и фокусирала се на финансије, Суровики је био приморан да почне да пише о финансијама, што му је пошло за руком у наредне три године.
У 2002, Суровики је објавио једну антологију, "Best Business Crime Writing of the Year" , збирку текстова из различитих извора о пословним вестима који објављују пад разних лидера. Године 2004, објавио је Мудрост гомиле у којој је тврдио да у неким случајевима велике групе испољавају више интелигенције него појединац, и да колективна интелигенција обликује бизнис, економију.

## Чланци
- Surowiecki, James (3. 11. 2008). „The Financial Page: Greasing the Slide”. The New Yorker.
- Surowiecki, James (24. 11. 2008). „The Financial Page: The Perils of Efficiency”. The New Yorker.
- Surowiecki, James (8. 12. 2008). „The Financial Page: Enter, Pursued by a Bear”. The New Yorker.
- Surowiecki, James (12. 1. 2009). „The Financial Page: Cheat, Pray, Love”. The New Yorker.
- Surowiecki, James (28. 9. 2009). „The Financial Page: Ratings Downgrade”. The New Yorker.
- Surowiecki, James (15. 3. 2010). „The Financial Page: Special Interest”. The New Yorker.
- Surowiecki, James (20. 9. 2010). „The Financial Page: Second Helpings”. The New Yorker.
- Surowiecki, James (8. 11. 2010). „The Financial Page: Back-Office Blues”. The New Yorker.
- Surowiecki, James (19. 11. 2011). „The Financial Page: Living by Default”. The New Yorker.